# Danji
Danji (kinesiska: 单集, 单集镇) är en köping i Kina. Den ligger i provinsen Jiangsu, i den östra delen av landet, omkring 260 kilometer nordväst om provinshuvudstaden Nanjing. Antalet invånare är 50617. Befolkningen består av 25 388 kvinnor och 25 229 män. Barn under 15 år utgör 20,0 %, vuxna 15-64 år 65 %, och äldre över 65 år 14,0 %.
Genomsnittlig årsnederbörd är 1 017 millimeter. Den regnigaste månaden är juli, med i genomsnitt 234 mm nederbörd, och den torraste är januari, med 11 mm nederbörd.